# Рейнська залізниця (Баден)
49°08′06″ пн. ш. 8°29′01″ сх. д. / 49.135° пн. ш. 8.4835° сх. д.
Рейнська залізниця або Райнбан (нім. Rheinbahn) — залізниця у Баден-Вюртемберзі, Німеччина.
Прямує від Мангайма через Карлсруе до Раштату, частково побудована як стратегічна залізниця і раніше продовжувалася до Гагенау в Ельзасі, нині Франція.
Відкрита в 1870 році як альтернатива Баденській магістралі та прямує в основному паралельно із Райнтальбаном, від Мангайма до Гайдельберга, Карлсруе, Раштата, Оффенбурга та Базеля. 
Спочатку Райнбан прямував від Грабен-Нойдорфа до Карлсруе західнішим маршрутом, ніж поточний маршрут, який тепер називається Гардтбан і частково використовується лініями S1 і S11 штадтбану Карлсруе. 
У 1895 році поточний маршрут був відкритий до Карлсруе та продовжений до Раштата та Гагенау. 
Ділянка кордону вздовж Рейну у Франції закрита в 1966 році.

## Історія

### Спорудження дистанції Мангайм — Карлсруе та її перші роки
Баденську магістраль Мангайм — Базель, побудовано вздовж східної околиці Верхньорейнської рівнини, за для сполучення Крайхгау та Шварцвальду. 
Північна дистанція прямувала не прямим маршрутом з Мангайма до Карлсруе, а через Гайдельберг і Брухзаль. 
Північне продовження — залізниця Майн — Неккар мало сполучення з Баденською магістраллю в Гайдельберзі, тоді як Мангайм був сполучений лише через відгалуження. 
Це створило залізничний вузол у Гайдельберзі, тоді як набагато більше промислове та комерційне місто Мангайм стало лише кінцевою точкою двох розгалужень. 
Мангайм міг залишитися в стороні від трафіку.
У 1865 році кілька міст і громад між Мангаймом і Карлсруе звернулися до уряду держави Баден з бажанням побудувати пряму залізницю між цими двома містами за державний кошт. 
Однак уряд герцогства спочатку не виявив жодного інтересу з фінансових причин, але, з іншого боку, визнав економічну вигоду такого сполучення, особливо тому, що чинна залізниця через Гайдельберг і Брухзаль вже досягла своєї пропускної здатності через зростаючий трафік і далі розширення рано чи пізно мало знадобиться. 
Після того, як вищезазначена муніципальна ініціатива погодилася побудувати маршрут за власні кошти, а потім передати його в оренду державі, будівництво сполучення було вирішено законом від 20 лютого 1868 року, а концесія була надана місту Мангайм 30 квітня 1868 року. 
Будівництво було доручено гірничо-металургійному товариству «Heinrichshütte». 

Залізницю відкрито 4 серпня 1870 року. 

Вона прямувала із Мангайма через Шветцинген, Офтерсгайм, Гоккенгайм, Вагойзель, Грабен-Нойдорф і Еггенштайн до станції Карлсруе-Мюльбургер-Тор на Максаубані і далі до станції Карлсруе-Головний. 
Маршрут у південній частині на захід від Гардтвальду із запровадженням маршруту із заходу до Карлсруе-Головний базувався на запиті великого герцога Фрідріха I Баденського. 
Всупереч тому, що було заплановано спочатку, після відкриття залізниця одразу стала власністю Державних залізниць Великого Герцогства Баден.
Невдовзі після відкриття в 1870 році обраний маршрут у південній частині виявився несприятливим, оскільки це означало, що поїзди, що курсували між Мангаймом і Оффенбургом, мали змінити напрямок у Карлсруе. 
Хоча це все ще було допустимо для пасажирських поїздів, які зупинялися в Карлсруе, така ситуація призвела до непотрібних затримок для вантажних поїздів і військових транспортних засобів і надмірно ускладнила роботу на і без того досить тісній станції Карлсруе. 
Тому незабаром було додано сполучну лінію, яка дозволила маршрутизувати поїзди безпосередньо між станцією Мюльбургер-Тор і Баденською магістраллю поблизу Баєртгайму. 

### Сполучні колії
У наступні роки були створені такі сполучні лінії до дистанції Мангайм — Карлсруе:
- 17 липня 1873 року залізнична компанія Гайдельберг-Шпаєр відкрила залізницю Гайдельберг — Шветцинген[de] і продовжила її до Шпаєра 10 грудня 1873 року. Залізниця прямувала між Шветцингеном і Гардтбахом приблизно 3,5 км паралельно залізниці Мангайм — Карлсруе. Навіть після закриття залізниці Гайдельберг — Шпаєр ця паралельна колія була збережена, так що тепер на південь від Офтерсгайма є довший триколійний відтінок.
- 23 листопада 1874 року Баденська державна залізниця відкрила залізницю Брухзаль — Райнсгайм, яка перетинала залізницю Мангайм — Карлсруе на станції Грабен-Нойдорф. У 1877 році залізницю було продовжено від Райнсгайма до Гермерсгайма. Це перехресне сполучення дозволило направляти поїзди за маршрутом Мангайм — Грабен-Нойдорф — Брухзаль — Мюлаккер — Штутгарт.
- 1 липня 1880 року залізнична компанія Майн-Неккар ввела в експлуатацію залізницю Мангайм-Фрідріхсфельд — Шветцинген. Залізниця дозволила курсувати потягам між Дармштадтом і Карлсруе прямим маршрутом без зміни напрямку в Мангаймі чи Гайдельберзі та стала особливо актуальною у вантажних перевезеннях. Після того, як в 1906 році була відкрита нова станція Мангайм-Сортувальний, ця залізниця також сполучала сортувальну станцію із дистанцією Мангайм — Карлсруе.
- 1 жовтня 1905 року Баденська державна залізниця відкрила залізницю Мангайм-Райнау — Кеч[de]. Залізниця обслуговувала виключно місцевий трафік і була закрита в 1966 році.

### Спорудження дистанції Грабен-Нойдорф — Карлсруе — Раштат
Зростаюча політична напруга між Німецькою імперією та Францією після 1880 року викликала в Німеччині зростання побоювання нової війни з Францією. 
Щоб мати ефективне розгортання та лінії постачання для такого конфлікту, Німецька імперія розробила плани розширення залізничної мережі. 
Однією з вимог військових було створення додаткового північного сполучення від Страсбурзького залізничного вузла до залізниць на правому березі Рейну. 
В угоді між Німецькою імперією та Великим герцогством Баден від 23 травня 1892 року узгоджено будівництво залізниці від Грабен-Нойдорф через Карлсруе, Раштат і новозбудований міст через Рейн поблизу Вінтерсдорфа до Гагенау,   станцію Карлсруе-Сортувальний, включно з під'їзними коліями. 
1 травня 1895 року відкрито нові колії і нова сортувальна станція. 

Новий маршрут починався на станції Грабен-Нойдорф і прямував на схід від Гардтвальда через Бланкенлох до Карлсруе і далі через Дурмерсгайм до Раштата. 
У Карлсруе нова сортувальна станція та пасажирська станція були сполучені коліями. 
У Раштаті довелося побудувати нову залізничну станцію та змінити маршрут Баденської магістралі, щоб мати можливість сполучити нову залізницю. 
На південь від Раштату залізниця прямувала через Вінтерсдорф до Гагенау . 
Відтоді північна дистанція попередньої залізниці Мангайм — Карлсруе та нова стратегічна залізниця Грабен–Нойдорф — Карлсруе — Раштатт утворили оперативну одиницю, через яку прямували наскрізні потяги. 
Дистанція на захід від Гардтвальду від Грабен-Нойдорфа через Еггенштайн до Карлсруе була знижена у статусі до відгалуження і обслуговувала лише потреби місцевого транспорту. 

З будівництвом нової станції Карлсруе-Головний змінився маршрут залізниці Мангайм — Раштат між Гагсфельдом і колійним постом Даммерсток на південь від Булаха. 
Нові дистанції введені в експлуатацію разом з новою станцією Карлсруе-Головний 23 жовтня 1913 року.

### Подальший розвиток залізниці
Під час Другої світової війни залізниця була у кількох місцях пошкоджена і тимчасово непрохідна. 
Після закінчення війни пошкодження були швидко усунені.
У 1957 році було введено в експлуатацію електричне сполучення між Раштатом і Карлсруе, а в 1958 році — дистанцію Карлсруе — Мангайм. 
У наступні десятиліття діяльність була ще більше оптимізована. 
Залізничні станції в Офтерсгаймі, Нойлусгаймі, Візенталі, Фрідріхсталі та Бітіггаймі були перетворені на зупинні пункти. 
Зупинні пункти Мангайм-Фабрікстаціон, Альтрип, Райнаугафен і Карлсруе-Гагсфельд були закриті в 1980-х рр.. 
У 1997 році станція Карлсруе-Гагсфельд була знову введена в експлуатацію для пасажирських перевезень, і була створена сполучна зупинка на лінії штадтбану S2. 
Місцеві вантажні споруди на всіх проміжних станціях ліквідовано.
14 грудня 1996 року на західній горловині станції Карлсруе-Головний було введено в експлуатацію сполучну лінію до  Альбтальбангоф, що дозволило прокласти лінії штадтбану між Раштатом і Карлсруе через трамвайну мережу до центру міста Карлсруе.
Зі зміною розкладу 13 грудня 2020 року місцевий пасажирський транспорт між Мангаймом і Карлсруе було переведено до трафіку S-Bahn. 

Перед впровадженням цього заходу зупинний пункт Фрідріхсталь було перенесено приблизно на 1 км на південь до зупинки штадтбану Зайнт-Ріквір-Плац у 2014 році та відкрито 14 грудня 2014 року. 

11 грудня 2022 року було введено в експлуатацію новий зупинний пункт Гіршаккер між Мангайм-Рейнау та Шветцингеном. 
Ще один зупинний пункт Шветцинген-Нордштадт будується з 2023 року. 

### Вплив будівництва високошвидкісної залізниці Мангайм — Штутгарт
З 1960-х років «Deutsche Bundesbahn» розглядав можливість будівництва нової залізниці Мангайм — Штутгарт, щоб розвантажити перевантажені чинні маршрути та пришвидшити рух. 
Врешті-решт була побудована залізниця, яка прямує від Мангайма до Візенталя на максимальній відстані 3 км паралельно чинній залізниці Мангайм — Карлсруе що повертає на південь, від Візенталя на південний схід. 
Між Гоккенгаймом і Нойлусхаймом нова залізниця тісно пов’язана із чинною. 
Це вимагало перенесення чинної залізниці між Гоккенгаймом і Нойлусгаймом, а також будівництва нової зупинки в Нойлусгаймі та залізничної станції Гоккенгайм. 
У Гоккенгаймі створено пересадку між двома залізницями та роз’їзні колії.
На південь від Візенталя нова залізниця перетинає чинну. 
Тут створено двоколійну сполучну лінію від нової залізниці до чинної, що дає змогу здійснювати поїздки з Мангайма високошвидкісною залізницею до колійного посту Зальбах, а звідти новою сполучною залізницею до чинної залізниці в напрямку Карлсруе. 
Дистанцію між новим колійним постом Мольцау та залізничною станцією Грабен-Нойдорф розширили до трьох колій. 
Три залізниці формально розділені на два маршрути. 
Східна колія належить до маршруту Мангайм — Карлсруе (маршрут № 4020), західна та середня колії належать до сполучної лінії (маршрут № 4082). 
Робота виконується гнучко на трьох коліях за допомогою операцій зміни колії.
З введенням в експлуатацію першої дистанції високошвидкісної залізниці Мангайм — Грабен-Нойдорф 31 травня 1987 року міжміські пасажирські перевезення і частина вантажних перевезень були переведені на високошвидкісну залізницю. 
На чинній залізниці місцевий пасажирський трафік було скорочено. 
Максимальну швидкість поїздів далекого прямування на дистанції Грабен-Нойдорфом — Карлсруе, з 1989 року, збільшено до 200 км/год. 
Для цього дев’ять залізничних переїздів замінено на мости та підземні переходи 

та впроваджено лінійний контроль поїздів. 

### Вплив будівництва високошвидкісної залізниці Карлсруе — Базель
З початку 1980-х років Федеральна залізниця Німеччини планує розширити залізницю Карлсруе — Базель. 
Між Карлсруе та Оффенбургом мають бути постійно доступні чотири колії. 
За проектом має бути сполучення нової залізниці на південь від Форхгайму з чинною залізницею Мангайм — Раштат і її продовження до Раштата, за 350 м на схід від чинної залізниці, паралельно автобану 36. 
Раштат потрібно перетнути в тунелі. 
У 1980-х роках було заплановано закрити чинну дистанцію Дурмерсгайм — Раштатт після введення в експлуатацію нової залізниці. 
Проте з середини 1990-х років не має планів відмовлятися від чинного маршруту.
Будівництво нової залізниці на дистанції Карлсруе — Раштат було значно відкладено через брак фінансів по возз'єднанню Німеччини, тому будівництво нової дистанції почалося лише у 2013 році. 
Новий колійний пост Басгайде між Форхгаймом і Дурмерсгаймом, де нова залізниця відгалужується від чинної, працює з 8 листопада 2021 року. 

Введення в експлуатацію нової залізниці заплановано на 2026 рік. 

## Опис маршруту
Залізниця повністю розташована на Верхньорейнській рівнині. 
Тому прокладена майже прямо і не має великих інженерних споруд. 
Початок залізниці в межах міського округу Мангайм. 
Загалом прямує територію проходять 14 муніципалітетів: Раштат, Отіггайм , Бітігайм (Баден), Дурмерсгайм, Райнштеттен, Карлсруе, Штутензее, Грабен-Нойдорф, Вагойзель , Нойлусгайм, Гоккенгайм, Офтерсгайм , Шветцинген і Мангайм. 
На південь від Райнау до Нойлусгайма перетинає район Рейн-Неккар, а на північ від Гагсфельда район Карлсруе. Пролягає в межах міського округу Карлсруе на південний захід від колійного посту Даммершток. 
Між колійним постом Басгайде та Форхгаймом (біля Карлсруе) маршрут востаннє перетинає район Карлсруе, а на південь від нього район Раштат.
Уздовж маршруту розташовані або були розташовані зупинні пункти:
| Зупинний пункт            | Опис | Фото |
| ------------------------- | --- | ---- |
| Мангайм-Головний          | Станція Мангайм-Головний розташована на південній околиці центру міста, споруджена в 1867 році після будівництва сполучення з Людвіґсгафеном, який зараз є частиною залізниці Мангайм — Саарбрюккен. Замінив початкову тупікову станцію в Таттерзаллі. |      |
| Мангайм-Фабрікстаціон     | Обслуговував промислову зону на схід від Мангайм-Альменгофа. Закритий в 1987 році |      |
| Мангайм-Неккарау          | Залізнична станція Мангайм-Неккарау розташована на схід від однойменного району. Від залізничного вокзалу трамвайна лінія 1 і автобуси курсують до центру міста Мангайма, а також до Неккарау-Вест, Райнау/Шветцингена та Альтріпа. На залізничній станції Мангайм-Неккарау сполучна колія відгалужується до станції Мангайм-Сортувальний. У рамках розширення лінії до S-Bahn планується перенести станцію на кілька метрів на південь, за для кращого сполучення з центром міста Неккарау. |      |
| Альтріп                   | Була в районі Мангайма. Власне громада Альтріп розташована на протилежному березі Рейну в землі Рейнланд-Пфальц, і до неї можна дістатися поромом через Рейн. Через нерентабельність зупинку закрито в 1987 році. |      |
| Мангайм-Райнаугафен       | Зупинний пункт обслуговував портову зону в години пік. Закритий в 1987 році. |      |
| Мангайм-Райнау            | Залізнична станція Мангайм-Рейнау розташована в районі Райнау міста Мангайм. З 1905 року це була початкова точка залізниці на Брюль, яку продовжено до Кеча в 1912 році. Закрито в 1966 році. Після ремонтних робіт у 2021 році кінцева зупинку трамвайної лінії Мангайма 1 до Райнау спорудили безпосередньо на залізничному вокзалі, тож можлива пряма пересадка. Станція має додаткові колії для вантажних перевезень, оскільки порт має сполучення через станцію Мангайм-Рейнау. |      |
| Шветцинген-Гіршакер       | Зупинний пункт побудовано під час розширення S-Bahn і відкрито 11 грудня 2022 року. |      |
| Шветцинген-Нордштадт      | Зупинний пункт S-Bahn знаходиться в стадії будівництва (станом на 2024 рік) |      |
| Шветцинген                | Залізнична станція Шветцинген розташована неподалік від центру міста Шветцинген. У 1873 році став залізничним вузлом із відкриттям залізниці Гайдельберг — Шпаєр. З 1880 року відкрита залізниця до Ной-Едінген/Мангайм-Фрідріхсфельд, яка використовується виключно для вантажних перевезень, має сполучення зі станцією у північній горловині. Після того, як наприкінці Другої світової війни дільницю Офтерсгайм – Шпаєр перервано через підрив мосту через Рейн, у 1967 році рух між Шветцингеном і Гайдельбергом також припинився. |      |
| Офтерсгайм                | Після відкриття залізниці Гейдельберг — Шпаєр в 1873 році на північний захід від Офтерсгайму побудовали невеликий зупинний пункт, який на той час був далеко за межами міста. З 1903 року зупинний пункт перетворено на сьогоденну станцію. |      |
| Гоккенгайм                | Залізнична станція Гоккенгайм розташована на західній околиці Гоккенгайму. Відкрита в 1986 р. і замінила свого попередника, розташованого далі на схід. Споруджено під час будівництва високошвидкісної залізниці Мангайм — Штутгарт з метою сполучення її із залізницею Мангайм — Раштат. |      |
| зупинний пункт Нойлусгайм | Зупинний пункт Нойлусгайм розташовано на східній околиці Нойлусгайма. Відкрито в 1986 р. і замінив свого попередника, розташованого західніше. Від зупинного пункту Нойлусгайм є автобусне сполучення до Гайдельберга або Шпаєра (лінія 717), до Валдорфа (лінія 718) і до Рот-Мальша (лінія 719). |      |
| Ваггойзель                | Залізнична станція Ваггойзель межує з південно-західною околицею Ваггойзелю великого однойменного окружного міста, але з географічної точки зору вона знаходиться в межах району Візенталь. Залізнична станція знаходиться приблизно на половині залізниці Мангайм — Карлсруе, тому до обох міст можна дістатися приблизно за один і той же час. У безпосередній близькості від залізничної станції знаходиться промислова зона, де, серед іншого, є центр дистрибуції dm і філія Schuler Group Ваггойзель. Оскільки станція знаходиться в перехідній зоні між транспортними об'єднаннями VRN та KVV, приймаються квитки обох транспортних об'єднань. Від вокзальної площі курсують автобуси до Брухзаля, Обергаузена-Рейнгаузена, Філіппсбурга , Альтлусгайма, Кронау та Бад-Шенборна, а також до всіх частин великого районного міста. Завдяки зручному та центральному розташуванню вокзалом також користується багато пасажирів із навколишніх міст і громад. На схід від пасажирської станції є дві промислові колії, які сполучали цукровий завод Ваггойзель до його закриття в 1994 році. |      |
| Візенталь                 | Зупинний пункт Візенталь розташовано на західній околиці Візенталя і має дві берегові платформи. |      |
| Мольцау                   | Колійний пост Мольцау розташовано між Візенталем і Грабен-Нойдорфом у районі міста Філіпсбург. У цьому місці сполучна колія високошвидкісної залізниці Мангайм — Штутгарт відгалужується від залізниці Мангайм — Карлсруе. Між обома залізницями є стрілочне сполучення. |      |
| Грабен-Нойдорф            | Залізнична станція Грабен-Нойдорф стала залізничним вузлом, коли в 1874-1877 рр. побудовано Брухрайнбан. З відкриттям залізниці від Грабен-Нойдорфа через Бланкенлох до Карлсруе, яку відкрито зі стратегічних міркувань, дільницю через Еггенштайн, яка раніше була частиною залізниці Мангайм — Карлсруе, закрито. Зараз має назву «Гардтбан» і функціонує виключно як відгалуження. Пасажирські перевезення там припинилися в 1967 році , після чого дистанцію Леопольдсгафен – Грабен-Нойдорф демонтовано. Лінія штадтбану до Гохштеттена побудовано на дільниці, що залишилася з кінця 1970-х рр.. У 1988 році станція також стала південною кінцевою станцією залізниці Ваггойзель-Зальбах — Грабен-Нойдорф, яка сполучила її з високошвидкісною залізницею Мангайм — Штутгарт. |      |
| Фрідріхсталь              | Залізнична станція Фрідріхсталь спочатку знаходилась на захід від історичного центру міста поруч із зупинкою штадтбану Фрідріхсталь-Норд. У 2014 році її закрили та замінили новим зупинним пунктом приблизно в одному кілометрі південніше — зупинка штадтбану Зайнт-Ріквір-плац. Має дві берегові платформи. |      |
| Бланкенлох                | Залізнична станція Бланкенлох розташована на західній околиці міста. Має три основні колії, острівну та берегову платформу. |      |
| Карлсруе-Гагсфельд        | Залізнична станція Карлсруе-Гагсфельд розташована на південний захід від центру міста. Має дві берегові платформи. Вантажна обхідна залізниця Карлсруе відгалужується на південь від станції. У середині 1980-х рр. пасажирські перевезення на станції були припинені і відновлені лише в 1997 році, одночасно з відкриттям лінії штадтбану S2. Сьогодні на станції є пересадка з лінії штадтбану S9 на лінію штадтбану S2 і міський автобус 31. |      |
| Карлсруе-Головний         | Карлсруе-Головний розташовано на південній околиці району Карлсруе Зюдштадт з 1913 року і замінив стару станцію у центрі міста. |      |
| Даммершток                | Колійний пост Карлсруе-Даммерсток розташовано на південь від району Карлсруе Оберройт. Від нього відгалужується вантажна обхідна залізниця Карлсруе. У 1944-1966 рр. також існувала сполучна колія від станції Карлсруе-Вест. |      |
| Форхгайм                  | Залізнична станція Форхгайм розташована за межами однойменного району міста Райнштеттен в районі поселення і промислової зони Сільвер-Стріп. Має дві берегові платформи та під'їзні колії. Вокзал не використовується. |      |
| Басгайде                  | Колійний пост Басгайде розташовано на північний схід від Дурмерсгайма. Тут від чинної залізниці відгалужується високошвидкісна залізниця Карлсруе —Базель. Колійний пост Басгайде замінив блокпост, який раніше був в цьому місці, але використовувався лише тимчасово, коли інтенсивність руху була особливо високою, і був останнім блокпостом з механічною сигналізацією в Баден-Вюртемберзі до його закриття 27 березня 2017 року. |      |
| Дурмерсгайм-Норд          | Зупинний пункт розташовано на північному сході Дурмерсгайму. Має дві берегові платформи введено в експлуатацію в середині 1990-х років. |      |
| Дурмерсгайм               | Залізнична станція Дурмерсгайм розташована на схід від центру міста Дурмерсгайм. Має чотири основні колії, острівну та берегові платформи, а також під’їзні колії для місцевого вантажного руху. Станом на 2024 рік це остання станція на залізниці, яка обладнана механічними сигнальними будками та семафорними сигналами. Планується реконструкція станції, а також заміна трьох переїздів і наземного переходу до центральної платформи на три підземних переходи. |      |
| Бітіггайм                 | Зупинний пункт розташовано на схід від центру міста Бітіггайм і має дві берегові платформи. |      |
| Етіггайм                  | Залізнична станція Етіггайм розташована на східній околиці Етіггайму. Станція має три основні колії, берегову та острівну платформу. |      |
| Раштат                    | Станцію відкрито одночасно із залізницею Грабен-Нойдорф — Раштат в 1895 році, та замінила попередню станцію, відкриту в 1844 році. Нова станція розташована на північний схід від центру міста. Тут залізниця Мангайм — Раштат має сполучення в Райнтальбаном, а також сполучена із залізницею Мургтальбан та Раштат — Вінтерсдорф. |      |

## Трафік

### Пасажирські перевезення далекого прямування
Три лінії ICE, що курсують коридором Мангайм — Карлсруе — Базель , а також окремі потяги ICE та TGV на залізниці Мангайм — Карлсруе — Страсбург курсують високошвидкісною залізницею на дистанції Мангайм — Мольцау та використовують залізницю  Грабен-Нойдорф — Раштат та Мангайм — Раштат. На південь від Карлсруе також курсують поїзди ICE і TGV за маршрутом Штутгарт — Карлсруе — Страсбург. Операційне управління між Карлсруе та Раштатом здійснюється гнучко, так що поїзди далекого прямування направляються через Дурмерсгайм або Еттлінген-Вест, залежно від оперативної ситуації.

### Регіональний громадський транспорт
Лінія 9 S-Bahn Rhein-Neckar курсує між Мангаймом і Карлсруе використовуючі потяги Siemens Mireo. 
Між Мангаймом і Грабен-Нойдорфом інтервал трафіку 30 хвилин і 60 хвилин на південь. 
Додаткові потяги курсують у годину пік, іноді також як Regional Express. 
Лінія Regional Express RE4 також курсує між Карлсруе та Грабен-Нойдорфом кожні дві години за маршрутом Карлсруе — Грабен-Нойдорф — Гермерсгайм — Людвіґсгафен — Майнц — Франкфурт-на-Майні.
На південь від Карлсруе курсують лінії штадтбану S7 і S8 кожні 20/40 хвилин. 
Потяги штадтбану курсують не до головного вокзалу Карлсруе, а прямують як трамваї від Альбтальбангоф до центру міста Карлсруе. 
Крім того, лінії Regional Express RE2 і RE7 курсують без зупинок з Карлсруе до Раштата і далі до Оффенбурга. Залежно від оперативної ситуації регіональні експреси курсують через Дурмерсгайм або Еттлінген-Вест.

### Вантажні перевезення
На маршруті Мангайм — Раштат інтенсивний вантажний трафік, переважно міжнародні поїзди. 
Дистанцією Шветцинген — Карлсруе здійснюється більша частина трафіку в напрямку північ-південь. 
Лише менша частина трафіку прямує паралельним маршрутом Гайдельберг — Карлсруе. 
Між Карлсруе та Раштатом вантажні потяги прямують через Дурмерсгайм або Еттлінген-Вест, залежно від оперативної ситуації. 
На північ від Шветцингену більшість поїздів курсують залізницею Майн-Неккар до Дармштадта або через залізницею Мангайм — Цибруннен до станції Мангайм-Сортувальний.
З проміжних станцій станція Мангайм-Рейнау має найбільший вантажний трафік, оскільки ця станція сполучена залізницею з портом Райнаугафен. 
На залізничних станціях Дурмерсгайм і Форхгайм є додаткові під’їзні колії, хоча під'їзні колії у Форхгаймі не використовуються багато років.